# Oosten

Het Oosten

Het Oosten ook wel de Oriënt genoemd is vanuit Europees perspectief het omvat meestal Azië, bestaande uit Zuidwest-Azië, Zuidoost-Azië, Zuid-Azië, Centraal-Azië, Oost-Azië en soms de Kaukasus, het Middellandse Zeegebied en de Arabische wereld. Daarbij wordt onderscheid gemaakt tussen:
- het Nabije Oosten
- het Midden-Oosten
- het Verre Oosten

Oorspronkelijk werd de term Oriënt alleen gebruikt om het Nabije Oosten aan te duiden en te verwijzen naar het oostelijke deel van de Oude Wereld. In de loop van de tijd is er een verschuiving van betekenis opgetreden. Het Nabije Oosten wordt door de toenemende invloed van het Arabische Schiereiland veelal aangeduid als het Midden-Oosten. India wordt veelal aangeduid als het subcontinent. Het begrip het Nabije Oosten zelf wordt behalve door historici en archeologen nog nauwelijks gebruikt.
In de culturele en historische betekenis had de term oorspronkelijk betrekking op oostelijk deel van de ooit bekende wereld, dat wil zeggen het nabije deel van Azië en Oost-Europa. Inmiddels is deze term minder populair dan zijn antagonisme het Westen. Nu er meer over het Oosten bekend is, wordt vaker in meer preciezere geografische termen gesproken: Oost-Europa, het Midden-Oosten/ het Nabije Oosten en het Verre Oosten.
In het Romeinse Rijk bestond er al verschil tussen het Westelijke, Latijnse deel en het door Grieken gedomineerde Oostelijk deel. De splitsing van het Romeinse Rijk in 395 in het West-Romeinse Rijk en het Oost-Romeinse Rijk alsmede het Grote Schisma van 1054 versterkten het verschil tussen Oost en West.
Met de verspreiding van het christendom in Europa werd het verschil tussen het Westen en het Oosten uitgebreid naar de rest van Europa. Zo worden Russen en Bulgaren (beide tot het christendom bekeerd vanuit Constantinopel) bij het Oosten gerekend, terwijl Ieren en Zweden bij het Westen horen.